# 杨纂 (北朝)
楊纂（512年—578年），广宁郡（郡治今河北省涿鹿县西）人，北魏、东魏、西魏、北周官员。

## 生平
杨纂的父亲杨安仁是北道都督、朔州镇将。杨纂从小学习军事，为人慷慨有远大的志向，特别擅长骑马射箭，勇力超群。普泰元年（531年），杨纂虚龄二十岁时，跟从高欢在信都起兵，以军功逐渐升任安西将军、武州刺史。杨纂自己认为功高而所得赏赐太少，心中怨愤，经常叹息说:“大丈夫求富贵何必在故乡。如果留恋于妻子儿女，岂不是丧失了雄心大志！”大统初年，杨纂秘密归附西魏。宇文泰握住杨纂的手说:“世人所珍视的是忠义，所害怕的是危亡，而能够不惧怕危亡奔赴忠义的人，今日所见到的就是你。”宇文泰当即任命杨纂为征南将军、大都督，封永兴县侯，食邑八百户，又加通直散骑常侍。
杨纂跟从宇文泰解救洛阳之围，参加河桥之战、邙山之战，杨纂每次冲锋在前，军中将士都推赞他果敢英勇。杨纂多次升任使持节、车骑大将军、仪同三司、散骑常侍，骠骑大将军、开府仪同三司，加侍中，进爵为公，增加食邑总计一千户，获赐姓莫胡卢氏，不久出任岐州刺史。周孝闵帝登基，杨纂进爵为宋熙郡公。保定元年（561年），杨纂进位大将军，改封陇东郡公，出任陇州刺史。保定三年（563年），杨纂跟从随公杨忠东征。当时齐军守卫陉岭的关口，杨忠派出奇兵将齐军打的大败，留杨纂占据灵丘县作为断后，杨纂后来随军到达并州后返回。天和六年五月丙寅（571年6月27日），杨纂进位柱国，转任华州刺史。
杨纂性情质朴，又不认识文字，先后任职都被推为真诚守信。官吏因杨纂尽心为人推己及人，都很是怀念。宣政元年（578年），杨纂在华州去世，虚岁六十七。儿子杨睿继承爵位，位至上柱国、渔阳郡公。